# Arbeitsgemeinschaft Katholischer Soldaten
Arbeitsgemeinschaft Katholischer Soldaten (AKS) ist eine österreichische Gemeinschaft katholischer Soldaten aller Dienstgrade und Zivilbediensteten und übernimmt Aufgaben im Rahmen der Militärseelsorge.

## Geschichte und Ziele
Die erste konstituierende Sitzung fand am 28. Februar 1969 statt.
Bei der ersten Konferenz auf Bundesebene am 10. Oktober 1970 im Stift Melk beschloss die AKS ihre zukünftige Arbeitsweise. Das II. Vatikanische Konzil betonte in einer Reihe von Aussagen die Berufung der Laien. Hier sind insbesondere das „Dekret über das Apostolat der Laien“ vom 18. November 1965 von Papst Paul VI. und das spätere Apostolische Schreiben „Christifidelis laici“ über die Berufung und Sendung der Laien in Kirche und Welt von Papst Johannes Paul II. vom 30. Dezember 1988 zu nennen.
Diese päpstlichen Dokumente nahmen das geänderte Verständnis der Laien auf und förderten die verstärkte Mitarbeit von Laienorganisationen und die Bildung von gewählten beratenden Gremien. Die Arbeitsgemeinschaft Katholischer Soldaten versteht sich als „eine vom Militärbischof in besonderer Weise zum Laienapostolat berufene, offizielle kirchliche Einrichtung“(aus: Statut der AKS).
Ziel der Arbeitsgemeinschaft ist die Weckung, Verbreitung und Vertiefung christlicher Welt und Lebensauffassung unter den Soldaten.
Die Arbeitsgemeinschaft versteht sich als eine Bewegung der Soldaten und zivilen Angehörigen des Bundesheeres, die das Laienapostolat im täglichen Dienstbetrieb verwirklichen wollen. Als eine Gemeinschaft von Christen versuchen ihre Angehörigen, durch Erhaltung und Entfaltung christlichen Lebens im Bundesheer, durch Unterstützung der Militärseelsorger, durch gemeinsame Eucharistiefeier und religiöse Fortbildung dazu beizutragen. Dazu gehört vor allem ein ständiges Bemühen um Gewissensbildung und Schärfung des Bewusstseins.

## Organisation
Das Statut des Militärordinariates der Republik Österreich vom 21. März 1989 bezeichnet die Arbeitsgemeinschaft Katholischer Soldaten als die Katholische Aktion im Jurisdiktionsbereich des Militärbischofs. Damit wurde – unter Beibehaltung der bisherigen Bezeichnung – der Erweiterung des Jurisdiktionsbereiches auf die zivilen Angehörigen des Bundesheeres und deren Familien Rechnung getragen.
Arbeitsgemeinschaften bestehen in den einzelnen Militärpfarren, sie wählen für fünf Jahre ein Präsidium, das die Vertretung auf Bundesebene wahrnimmt. Auf Ebene der Militärpfarre waren vor allem die Unterstützung der Militärseelsorger, Organisation von Wallfahrten, Kinderferienaktionen, Veranstaltungen der Erwachsenenbildung oder Familientreffen wesentliche Aufgaben. Auch die Unterstützung von in Not geratenen Soldaten gehörte von Anfang an zu den Anliegen der Arbeitsgemeinschaft.
Die AKS ist im internationalen Zusammenschluss der nationalen katholischen Soldatenverbände Apostolat Militaire International organisiert.

## Präsidenten
- Emil Spannocchi, erster Präsident der AKS von 1973 bis 1977
- Martin Jawurek, amtierender Präsident